# Ṛtú
Ṛtú nel sanscrito vedico si riferisce ad un tempo fissato o designato, in particolare il tempo adatto per il sacrificio (yajña) o rituale nella religione vedica. La parola è così usata nel Rig Veda, lo Yajurveda e il Atharvaveda. Nel sanscrito classico, si riferisce a un'epoca o un periodo, in particolare a una delle sei stagioni dell'anno, Vasanta "primavera", Grishma "la stagione calda", Varshas (f. pl.) "la stagione delle piogge", Sharada "autunno", Hemanta "inverno"; e Shishira "la stagione fredda", o il ciclo mestruale.
È anche il nome di un Rishi e del dodicesimo Manu.